# Нагоя-Тюбу
Міжнародний аеропорт Тюбу (яп. 中部国際空港, ちゅうぶこくさいくうこう, тюбу кокусай кукō; англ. Chubu Centrair International Airport) — приватний вузловий міжнародний аеропорт в Японії, розташований в місті Токонаме префектури Айті, в регіоні Тюбу. Розпочав роботу 2005 року. Спеціалізується на міжнародних авіаперевезеннях. Обслуговує Нагою. До відкриття головним аеропортом в місті був аеропорт Комакі. Зараз Комакі спеціалізується на внутрішніх перевезенях.